# Станіславчицька волость
Станіславчицька волость — історична адміністративно-територіальна одиниця Вінницького повіту Подільської губернії з центром у містечку Станіславчик.
У 1921 перейшла до складу новоутвореного Жмеринського повіту.

## Склад
Станом на 1885 рік складалася з 14 поселень, 14 сільських громад. Населення — 14904 осіб (7258 чоловічої статі та 7646 — жіночої), 1756 дворових господарства.
|                     | Площа, десятин | У тому числі орної, дес. |
| ------------------- | -------------- | ------------------------ |
| Сільських громад    | 11022          | 7943                     |
| Приватної власності | 11576          | 8669                     |
| Іншої власності     | 786            | 389                      |
| Загалом             | 23384          | 17001                    |

Основні поселення волості:
- Станіславчик — колишнє власницьке містечко при річці Мурафа за 50 верст від повітового міста, 2540 осіб, 336 дворових господарств, 2 православні церкви, синагога, школа, 2 постоялих двори, 5 постоялих будинків, лавка, базари через 2 тижні. За 3½ версти — винокурний завод. За 3, 4, 7 верст — поташні заводи. За 6 верст — цегельний завод. За 8 верст — залізнична станція Жмеринка Києво-Брестської залізниці. За 8½ верст — залізнична станція залізнична станція на Одеську залізницю. За 7 верст — залізничний полустанок Будьки
- Олексіївка — колишнє власницьке село при річці Мурафа, 621 особа, 91 дворове господарство, православна церква, школа, постоялий будинок, водяний млин.
- Велика Жмеринка — колишнє власницьке містечко при урочищі Кобильна, 886 осіб, 119 дворових господарств, синагога, школа, 2 постоялих двори, 3 шинки, 4 постоялих будинки, лавки, базари.
- Будьки — колишнє власницьке село, 923 особи, 87 дворових господарства, православна церква, школа, постоялий будинок.
- Дзялів — колишнє власницьке село при річці Мурафа, 1342 особи, 169 дворових господарств, православна церква, школа, 2 постоялих будинки.
- Жуківці — колишнє власницьке село, 480 осіб, 67 дворових господарств, каплиця старообрядців, постоялий будинок.
- Кудіївці — колишнє власницьке село при річці Тартак, 962 особи, 139 дворових господарств, православна церква, постоялий будинок.
- Леляки — колишнє власницьке село, 308 осіб, 39 дворових господарств, православна церква, постоялий будинок.
- Мала Жмеринка — колишнє власницьке село, 683 особи, 91 дворове господарство, православна церква, школа, постоялий будинок, водяний млин.
- Носковецька Слобода — колишнє власницьке село при річці Мурафа, 631 особа, 80 дворових господарств, православна церква, постоялий будинок.
- Носківці — колишнє власницьке село при річці Мурафа, 2014 осіб, 241 дворове господарство, православна церква, школа, 2 постоялих будинки, поташний завод.
- Потоки — колишнє власницьке село, 1594 особи, 237 дворових господарств, 2 православні церкви, школа, 2 постоялих будинки, 3 водяних млини.
- Сідава — колишнє власницьке село, 293 особи, 36 дворових господарств, православна церква, постоялий будинок.